# Редкодубье (село)
Редкодубье — село в Ардатовском районе Мордовии. Административный центр Редкодубского сельского поселения.

## Название
Находится в редком дубовом лесу.

## География
Расположено на левом берегу Алатыря, в 6 км от районного центра и 10 км от железнодорожной станции Ардатов.

## История
Первое упоминание относится к 70-м годам XVIII века. В «Списке населённых мест Симбирской губернии» (1863) Редкодубье (Голодяевка) — деревня владельческая из 110 дворов (890 чел.) Ардатовского уезда.
В начале XIX века владельцами села были князья Одоевские, с 1886 года — М. С. Ланской, впоследствии — И. Чариков.
В 1887 году была открыта земская школа.
В конце XIX — начале XX веков развивался слесарный промысел.
К 1913 году в селе насчитывалось 280 дворов (1690 чел.); имелись 2 школы.
В 1929 году был создан колхоз «Красноармеец», с 1966 года — откормочный совхоз «Ардатовский», с 1997 года — СХПК, специализировавшийся на мясном животноводстве.

## Население
| 1863 | 1913  | 2002  | 2010  |
| ---- | ----- | ----- | ----- |
| 890  | ↗1690 | ↘1340 | ↗1365 |

В основном русские.

## Инфраструктура
Средняя и музыкальная школы, библиотека, Дом культуры, фельдшерско-акушерский пункт, 3 магазина. Дом социального обслуживания. 

## Достопримечательности
Возле села — могильник мордвы-эрзи 17 в. (исследовал П. Д. Степанов в 1946 г.). Дом социального обслуживания - на данный момент лучший в Республике Мордовия которому нету аналогов и благодаря этому с.Редкодубье не теряет популярности во всей Республике Мордовия

## Люди, связанные с селом
Уроженцы Редкодубья — советско-партийный работник К. И. Мишин, заслуженный работник МВД МАССР М. А. Шипов, заслуженный работник социальной защиты Республики Мордовия Л. П. Сизганова, ветеран труда К. И. Коптелова (занесена в Книгу почёта Министерства культуры МАССР), передовики сельскохозяйственного производства Н. К. Жадаева, А. В. Мишин, Н. В. Шипелёва.

## Источник
- Энциклопедия Мордовия, Н. Н. Щемерова.